# Port lotniczy Dillon’s Bay
Port lotniczy Dillon’s Bay (IATA: DLY, ICAO: NVVD) – port lotniczy położony na wyspie Eromango (Vanuatu).